# حبه‌دهان‌ها
حبه‌دهان‌ها(نام علمی: Chondrostoma) نام یک سرده از تیره کپورماهیان است.